# Homalium nudiflorum
Homalium nudiflorum är en videväxtart som först beskrevs av Dc., och fick sitt nu gällande namn av Henri Ernest Baillon. Homalium nudiflorum ingår i släktet Homalium och familjen videväxter. Utöver nominatformen finns också underarten H. n. ciliolatum.